# Nuevo Testamento
El Nuevo Testamento (NT) es la segunda parte y final de la Biblia. El Nuevo Testamento narra la vida, ministerio, crucifixión y resurrección de Jesucristo, así como los eventos del cristianismo del siglo primero. 
Está formado por un conjunto canónico de libros y cartas escritas después de la crucifixión de Jesús, que la tradición apostólica hizo discernir a la Iglesia, aparta otros textos considerados apócrifos (griego: ἀπό ‘lejos’, κρυφος ‘oculto’; latín: apócryphus).  Se le designa como Nuevo Testamento desde Tertuliano en la Iglesia cristiana. Al contrario con el Tanaj hebreo, llamado por los cristianos Antiguo Testamento, los judíos (a excepción de los llamados judíos mesiánicos), no tienen el Nuevo Testamento en común con los cristianos.
Las versiones más antiguas de los textos del Nuevo Testamento que se conservan están escritas en el griego denominado koiné (κοινή), la lengua franca en el Mediterráneo Oriental en época romana. La mayoría de los especialistas cree que este fue el idioma en que originalmente se redactaron, aunque algunos libros puedan haberse escrito primero en idioma hebreo o arameo, la lengua semita hablada por Jesús y su entorno. Aún hoy existen textos manuscritos fechados como desde el siglo V (cercanos a los más antiguos manuscritos griegos completos) en arameo como la Peshita siríaca, la Harclense y la Curetoniana, pero la mayoría de los estudiosos los consideran traducciones del griego.

## Etimología
El uso del término «testamento» proviene del vocablo hebreo berith (‘alianza, pacto, convenio o disposiciones entre dos contratantes’), a través del griego διαθήκη (diathḗkē), y del latín testamentum. Algunos autores presentan los nombres Antiguo y Nuevo Testamento con que se designa las dos grandes secciones en que se divide la Biblia cristiana como el resultado de un error de interpretación de la palabra diathékē, que significa: ‘deseo’ o ‘voluntad’, y también ‘acuerdo’ o ‘convenio’. Con este criterio, diathékē en griego haría referencia al antiguo y al nuevo convenio de Dios con la humanidad más que a las Escrituras mismas.
Según otros autores, el término «testamento» proviene de la traducción de la Vulgata y del paso del concepto hebreo al griego, y sería el resultado de una búsqueda consciente. Los traductores de la Septuaginta habrían querido evitar que al hablar del berith (la alianza entre Dios e Israel) se entendiera que era un pacto entre iguales. Por eso no usaron el término griego syntheké (que se traduce por 'alianza'), sino que escogieron diatheké, que se traduce por ‘testamento’ ‘voluntad’, que es la obligación de uno solo con respecto a otro que solo recibe beneficios. De esta forma destacaron más la disparidad entre las partes (es decir, entre Dios y los hombres). Luego, esa es una de las acepciones de la palabra testamentum, y de la castellana «testamento» (no entendida solo como última voluntad ex mortis, como en el uso coloquial). De allí que las versiones latinas, como la de Jerónimo de Estridón, y la mayoría de las versiones de la Biblia cristiana siguen utilizando el término «testamento» en lugar de «alianza» para referirse al Antiguo Testamento (alianza del Sinaí) y al Nuevo Testamento (alianza en la sangre de Cristo).

## Composición
La composición del canon neotestamentario se fijó poco a poco en los primeros siglos del nuevo movimiento. La lista más antigua se supone redactada hacia el año 170 d. C.
La lista actual fue publicada originalmente por Atanasio de Alejandría en 370 y consagrada como canónica en el Tercer Concilio de Cartago de 397. Sin embargo, las disputas sobre la composición del canon no cesaron. Martín Lutero cuestionó la pertinencia de incluir la Epístola de Santiago, la Epístola de Judas, la Epístola a los Hebreos y el Apocalipsis de Juan o Libro de la Revelación; aunque finalmente, a diferencia de los deuterocanónicos del Antiguo Testamento, no fueron nunca rechazados. Sin embargo, la canonización de 2 Pedro, 2 Juan, 3 Juan, Santiago y Judas, así como de Hebreos y Apocalipsis, sigue siendo[cita requerida] tema de debate.
El Nuevo Testamento comprende los cuatro evangelios canónicos, los Hechos de los Apóstoles, las epístolas de Pablo de Tarso, siete epístolas católicas de diversa atribución y el Apocalipsis, como se puede observar en el esquema que se encuentra a continuación.
Comprende, en total, 27 libros en el canon de la Iglesia católica, aceptado por la mayoría de las Iglesias de la Reforma. La Iglesia Siria solo acepta 22 libros en su canon. Libros como 1 y 2 de Clemente, el libro de la Alianza, el Octateuco y otros, han sido motivo de disputas, y se encuentran canonizados por parte de otras iglesias Católicas Ortodoxas.
| Orden | Libro                                 | Abreviatura | N.º Capítulos | Autoría tradicional |
| ----- | ------------------------------------- | ----------- | ------------- | ------------------- |
| 1     | Evangelio de Mateo                    | Mt          | 28            | Mateo               |
| 2     | Evangelio de Marcos                   | Mc          | 16            | Marcos              |
| 3     | Evangelio de Lucas                    | Lc          | 24            | Lucas               |
| 4     | Evangelio de Juan                     | Jn          | 21            | Juan                |
| 5     | Hechos de los Apóstoles               | Hch         | 28            | Lucas               |
| 6     | Epístola a los romanos                | Rom         | 16            | Pablo               |
| 7     | Primera epístola a los corintios      | 1 Cor       | 16            | Pablo               |
| 8     | Segunda epístola a los corintios      | 2 Cor       | 13            | Pablo               |
| 9     | Epístola a los gálatas                | Gal         | 6             | Pablo               |
| 10    | Epístola a los efesios                | Ef          | 6             | Pablo               |
| 11    | Epístola a los filipenses             | Flp         | 4             | Pablo               |
| 12    | Epístola a los colosenses             | Col.        | 4             | Pablo               |
| 13    | Primera epístola a los tesalonicenses | 1 Ts        | 5             | Pablo               |
| 14    | Segunda epístola a los tesalonicenses | 2 Ts        | 3             | Pablo               |
| 15    | Primera epístola a Timoteo            | 1 Tim       | 6             | Pablo               |
| 16    | Segunda epístola a Timoteo            | 2 Tim       | 4             | Pablo               |
| 17    | Epístola a Tito                       | Tit         | 3             | Pablo               |
| 18    | Epístola a Filemón                    | Flm         | 1             | Pablo               |
| 19    | Epístola a los hebreos                | Heb         | 13            | Pablo               |
| 20    | Epístola de Santiago                  | Sto         | 5             | Santiago            |
| 21    | Primera epístola de Pedro             | 1 P         | 5             | Pedro               |
| 22    | Segunda epístola de Pedro             | 2 P         | 3             | Pedro               |
| 23    | Primera epístola de Juan              | 1 Jn        | 5             | Juan                |
| 24    | Segunda epístola de Juan              | 2 Jn        | 1             | Juan                |
| 25    | Tercera epístola de Juan              | 3 Jn        | 1             | Juan                |
| 26    | Epístola de Judas                     | Jud.        | 1             | Judas               |
| 27    | Apocalipsis                           | Ap          | 22            | Juan                |

## Los manuscritos del Nuevo Testamento
Según Robert W. Funk, fundador del Jesus Seminar (‘seminario de Jesús’), existen muchas variantes en los distintos manuscritos griegos del Nuevo Testamento que han llegado hasta la actualidad; algunas son variantes menores sin trascendencia, pero también hay cambios significativos. Él asegura:

Se ha estimado que hay más de 70.000 variantes significativas en los manuscritos griegos del Nuevo Testamento. Tal montaña de variaciones ha sido reducida a un número manejable por las ediciones críticas modernas que ordenan, evalúan y eligen entre la miríada de posibilidades. Las ediciones críticas del Nuevo Testamento griego utilizadas por eruditos son, de hecho, creaciones de los críticos textuales y editores. No son idénticas a ninguno de los manuscritos antiguos sobrevivientes. Son una composición de muchas versiones distintas.

Los textos maestros se clasifican según criterio en “texto mayoritario recibido” o “Receptus” y “Texto crítico”. El primero prioriza las variaciones mayoritarias y tradicionales sin importar su antigüedad, se basa en la compilación iniciada por Erasmo. El segundo prioriza las lecturas más antiguas según criterio de jerarquía temporal, basándose en los textos más antiguos encontrados, aun recientemente, como el códice Sinaítico (costumbre seguida en las obras críticas de textos clásicos seculares). La vigésima séptima edición Nestlé-Aland es el texto maestro refinado más reciente y base para las traducciones vernáculas modernas.

### Cánones del Nuevo Testamento
| Libros                                     | Tradición protestante y restauracionista   | Tradición católica romana                  | Tradición ortodoxa oriental                | Tradición apostólica armenia               | Tradición ortodoxa copta                   | Tradiciones Ortodoxa Tewahedo              | Tradiciones cristianas siríacas            |
| ------------------------------------------ | ------------------------------------------ | ------------------------------------------ | ------------------------------------------ | ------------------------------------------ | ------------------------------------------ | ------------------------------------------ | ------------------------------------------ |
| Evangelios canónicos                       |                                            |                                            |                                            |                                            |                                            |                                            |                                            |
| Mateo                                      | Sí                                         | Sí                                         | Sí                                         | Sí                                         | Sí                                         | Sí                                         | Sí                                         |
| Marcos                                     | Sí                                         | Sí                                         | Sí                                         | Sí                                         | Sí                                         | Sí                                         | Sí                                         |
| Lucas                                      | Sí                                         | Sí                                         | Sí                                         | Sí                                         | Sí                                         | Sí                                         | Sí                                         |
| Juan                                       | Sí                                         | Sí                                         | Sí                                         | Sí                                         | Sí                                         | Sí                                         | Sí                                         |
| Historia Apostólica                        |                                            |                                            |                                            |                                            |                                            |                                            |                                            |
| Hechos                                     | Sí                                         | Sí                                         | Sí                                         | Sí                                         | Sí                                         | Sí                                         | Sí                                         |
| Hechos de Pablo y Tecla                    | No                                         | No                                         | No                                         | No (tradición temprana)                    | No                                         | No                                         | No (tradición temprana)                    |
| Epístolas católicas                        |                                            |                                            |                                            |                                            |                                            |                                            |                                            |
| Santiago                                   | Sí                                         | Sí                                         | Sí                                         | Sí                                         | Sí                                         | Sí                                         | Sí                                         |
| 1 Pedro                                    | Sí                                         | Sí                                         | Sí                                         | Sí                                         | Sí                                         | Sí                                         | Sí                                         |
| 2 Pedro                                    | Sí                                         | Sí                                         | Sí                                         | Sí                                         | Sí                                         | Sí                                         | Sí                                         |
| 1 Juan                                     | Sí                                         | Sí                                         | Sí                                         | Sí                                         | Sí                                         | Sí                                         | Sí                                         |
| 2 Juan                                     | Sí                                         | Sí                                         | Sí                                         | Sí                                         | Sí                                         | Sí                                         | Sí                                         |
| 3 Juan                                     | Sí                                         | Sí                                         | Sí                                         | Sí                                         | Sí                                         | Sí                                         | Sí                                         |
| Judas                                      | Sí                                         | Sí                                         | Sí                                         | Sí                                         | Sí                                         | Sí                                         | Sí                                         |
| Epístolas paulinas                         |                                            |                                            |                                            |                                            |                                            |                                            |                                            |
| Romanos                                    | Sí                                         | Sí                                         | Sí                                         | Sí                                         | Sí                                         | Sí                                         | Sí                                         |
| 1 Corintios                                | Sí                                         | Sí                                         | Sí                                         | Sí                                         | Sí                                         | Sí                                         | Sí                                         |
| 2 Corintios                                | Sí                                         | Sí                                         | Sí                                         | Sí                                         | Sí                                         | Sí                                         | Sí                                         |
| 3 Corintios                                | No                                         | No                                         | No                                         | No − incl. en algunos ms.                  | No                                         | No                                         | No (tradición temprana)                    |
| Gálatas                                    | Sí                                         | Sí                                         | Sí                                         | Sí                                         | Sí                                         | Sí                                         | Sí                                         |
| Efesios                                    | Sí                                         | Sí                                         | Sí                                         | Sí                                         | Sí                                         | Sí                                         | Sí                                         |
| Filipenses                                 | Sí                                         | Sí                                         | Sí                                         | Sí                                         | Sí                                         | Sí                                         | Sí                                         |
| Colosenses                                 | Sí                                         | Sí                                         | Sí                                         | Sí                                         | Sí                                         | Sí                                         | Sí                                         |
| Laodicenses                                | No − incl. en algunas eds.                 | No − incl. en algunos ms.                  | No                                         | No                                         | No                                         | No                                         | No                                         |
| 1 Tesalonicenses                           | Sí                                         | Sí                                         | Sí                                         | Sí                                         | Sí                                         | Sí                                         | Sí                                         |
| 2 Tesalonicenses                           | Sí                                         | Sí                                         | Sí                                         | Sí                                         | Sí                                         | Sí                                         | Sí                                         |
| Hebreos                                    | Sí                                         | Sí                                         | Sí                                         | Sí                                         | Sí                                         | Sí                                         | Sí                                         |
| 1 Timoteo                                  | Sí                                         | Sí                                         | Sí                                         | Sí                                         | Sí                                         | Sí                                         | Sí                                         |
| 2 Timoteo                                  | Sí                                         | Sí                                         | Sí                                         | Sí                                         | Sí                                         | Sí                                         | Sí                                         |
| Tito                                       | Sí                                         | Sí                                         | Sí                                         | Sí                                         | Sí                                         | Sí                                         | Sí                                         |
| Filemón                                    | Sí                                         | Sí                                         | Sí                                         | Sí                                         | Sí                                         | Sí                                         | Sí                                         |
| Apocalipsis                                |                                            |                                            |                                            |                                            |                                            |                                            |                                            |
| Apocalipsis                                | Sí                                         | Sí                                         | Sí                                         | Sí                                         | Sí                                         | Sí                                         | Sí                                         |
| Padres Apostólicos y Órdenes Eclesiásticas |                                            |                                            |                                            |                                            |                                            |                                            |                                            |
| 1 Clemente                                 | No (Códices Alejandrino y Hierosolimitano) | No (Códices Alejandrino y Hierosolimitano) | No (Códices Alejandrino y Hierosolimitano) | No (Códices Alejandrino y Hierosolimitano) | No (Códices Alejandrino y Hierosolimitano) | No (Códices Alejandrino y Hierosolimitano) | No (Códices Alejandrino y Hierosolimitano) |
| 2 Clemente                                 | No (Códices Alejandrino y Hierosolimitano) | No (Códices Alejandrino y Hierosolimitano) | No (Códices Alejandrino y Hierosolimitano) | No (Códices Alejandrino y Hierosolimitano) | No (Códices Alejandrino y Hierosolimitano) | No (Códices Alejandrino y Hierosolimitano) | No (Códices Alejandrino y Hierosolimitano) |
| Pastor de Hermas                           | No (Códice Sinaítico)                      | No (Códice Sinaítico)                      | No (Códice Sinaítico)                      | No (Códice Sinaítico)                      | No (Códice Sinaítico)                      | No (Códice Sinaítico)                      | No (Códice Sinaítico)                      |
| Epístola de Bernabé                        | No (Códices Hierosolimitano y Sinaítico)   | No (Códices Hierosolimitano y Sinaítico)   | No (Códices Hierosolimitano y Sinaítico)   | No (Códices Hierosolimitano y Sinaítico)   | No (Códices Hierosolimitano y Sinaítico)   | No (Códices Hierosolimitano y Sinaítico)   | No (Códices Hierosolimitano y Sinaítico)   |
| Didaché                                    | No (Códice Hierosolimitano)                | No (Códice Hierosolimitano)                | No (Códice Hierosolimitano)                | No (Códice Hierosolimitano)                | No (Códice Hierosolimitano)                | No (Códice Hierosolimitano)                | No (Códice Hierosolimitano)                |
| Ser`atä Seyon (Sinodos)                    | No                                         | No                                         | No                                         | No                                         | No                                         | Sí (canon más amplio)                      | No                                         |
| Te'ezaz (Sinodos)                          | No                                         | No                                         | No                                         | No                                         | No                                         | Sí (canon más amplio)                      | No                                         |
| Gessew (Sinodos)                           | No                                         | No                                         | No                                         | No                                         | No                                         | Sí (canon más amplio)                      | No                                         |
| Abtelis (Sinodos)                          | No                                         | No                                         | No                                         | No                                         | No                                         | Sí (canon más amplio)                      | No                                         |
| Libro del Pacto 1 (Mäshafä Kidan)          | No                                         | No                                         | No                                         | No                                         | No                                         | Sí (canon más amplio)                      | No                                         |
| Libro del Pacto 2 (Mäshafä Kidan)          | No                                         | No                                         | No                                         | No                                         | No                                         | Sí (canon más amplio)                      | No                                         |
| Clemente etiópico (Qälëmentos)             | No                                         | No                                         | No                                         | No                                         | No                                         | Sí (canon más amplio)                      | No                                         |
| Didascalia etiópica (Didesqelya)           | No                                         | No                                         | No                                         | No                                         | No                                         | Sí (canon más amplio)                      | No                                         |

Notas de la tabla
1. ↑  El crecimiento y desarrollo del canon bíblico armenio es complejo; los libros neotestamentarios extra-canónicos aparecen en listas y recensiones canónicas históricas que son distintas a esta tradición o, cuando existen en otros lugares, nunca alcanzaron el mismo estatus.[cita requerida] Algunos de los libros no están listados en esta tabla; estos incluyen la Oración de Eutalio, el Reposo de San Juan Evangelista, la Doctrina de Addai, una lectura del Evangelio de Santiago, los segundos cánones apostólicos, las Palabras de Justo, Dionisio Areopagita, la Predicación de Pedro y un Poema de Ghazar.[cita requerida] (Varias fuentes[cita requerida] también mencionan adiciones indefinidas al canon armenio de los evangelios de Marcos y Juan. Estas pueden referirse a las adiciones generales—Marcos 16:9–20 y Juan 7:53–8:11—discutidas en otras partes de estas notas.) Una posible excepción a la exclusividad canónica es el Segundo Canon Apostólico, que comparte una fuente común—las Constituciones apostólicas—con ciertas partes del canon más amplio del Nuevo Testamento de la tradición ortodoxa Tewahedo.[cita requerida] Los Hechos de Tadeo fueron incluidos en el canon bíblico de Gregorio de Tatev.[4] Hay cierta incertidumbre sobre si las listas del canon armenio incluyen la Doctrina de Addai o los relacionados Hechos de Tadeo.[cita requerida] Además, la correspondencia entre el rey Abgar V y Jesucristo, que se encuentra en varias formas, incluyendo dentro de la Doctrina de Addai y los Hechos de Tadeo, a veces aparece por separado (ver lista[cita requerida]). La Oración de Eutalio y el Reposo de San Juan Evangelista aparecen en el apéndice de la Biblia Zohrab armenia de 1805.[cita requerida] Algunos de los libros mencionados anteriormente, aunque se encuentran en listas canónicas, no han sido descubiertos como parte de ningún manuscrito bíblico armenio.[4]
2. ↑  Aunque ampliamente considerado no canónico,[cita requerida] el Evangelio de Santiago obtuvo una aceptación litúrgica temprana en algunas iglesias orientales y sigue siendo una fuente importante para muchas de las tradiciones del cristianismo relacionadas con María, la madre de Jesús.[cita requerida]
3. 1 2 3 4  El Diatessaron, la armonía de los evangelios de Taciano, se convirtió en un texto estándar en algunas iglesias de habla siríaca hasta el siglo V, cuando dio paso a los cuatro evangelios separados encontrados en la Peshitta.[cita requerida]
4. 1 2 3 4  Partes de estos cuatro libros no se encuentran en las fuentes antiguas más fiables; en algunos casos, se cree que son adiciones posteriores y, por lo tanto, no han aparecido históricamente en todas las tradiciones bíblicas.[cita requerida] Son las siguientes: Marcos 16:9–20, Juan 7:53–8:11, el Comma Johanneum, y partes de la versión occidental de Hechos. En diversos grados, se han hecho ocasionalmente argumentos a favor de la autenticidad de estos pasajes, especialmente del del Evangelio de Juan.[cita requerida]
5. ↑  Skeireins, un comentario sobre el Evangelio de Juan en lengua gótica, fue incluido en la Biblia de Ulfilas.[cita requerida] Hoy en día solo existe en fragmentos.[cita requerida]
6. 1 2  Los Hechos de Pablo y Tecla y la Tercera Epístola a los Corintios son partes de la mayor narrativa de los Hechos de Pablo, que forma parte de un catálogo esticométrico del canon del Nuevo Testamento encontrado en el Codex Claromontanus, pero que solo ha sobrevivido en fragmentos.[cita requerida] Parte del contenido de estas secciones individuales puede haberse desarrollado por separado.[cita requerida]
7. 1 2 3 4  Estas cuatro obras fueron cuestionadas o "contradichas" por Martín Lutero, y él cambió el orden de su Nuevo Testamento para reflejar esto, pero no las dejó fuera, ni lo ha hecho ningún cuerpo luterano desde entonces.[cita requerida] Las Biblias luteranas alemanas tradicionales todavía se imprimen con el Nuevo Testamento en este orden "luterano" cambiado.[cita requerida] La gran mayoría de los protestantes aceptan estas cuatro obras como totalmente canónicas.[cita requerida]
8. 1 2 3 4 5  La Peshitta excluye 2 Juan, 3 Juan, 2 Pedro, Judas y Apocalipsis, pero ciertas Biblias de las tradiciones siríacas modernas incluyen traducciones posteriores de esos libros.[cita requerida] Aún hoy, el leccionario oficial seguido por la Iglesia Ortodoxa Siríaca y la Iglesia Asiria de Oriente presenta lecciones solo de los veintidós libros de la Peshitta, la versión a la que se recurre para la resolución de cuestiones doctrinales.[cita requerida]
9. ↑  La Epístola a los Laodicenses está presente en algunas traducciones y tradiciones occidentales no católicas romanas.[cita requerida] De especial interés es la inclusión de la epístola en la traducción al inglés de John Wycliffe,[cita requerida] y el uso que le dieron los Cuáqueros hasta el punto de que produjeron una traducción e hicieron súplicas por su canonicidad, véase Annotations de Poole, sobre Col. 4:16. La epístola es, sin embargo, ampliamente rechazada por la gran mayoría de los protestantes.[cita requerida]
10. ↑  El Apocalipsis de Pedro, aunque no está listado en esta tabla, se menciona en el Fragmento Muratoriano y es parte de un catálogo esticométrico del canon del Nuevo Testamento encontrado en el Codex Claromontanus.[cita requerida] También fue muy valorado por Clemente de Alejandría.[cita requerida]
11. ↑  Otros escritos conocidos de los Padres Apostólicos no listados en esta tabla son los siguientes: las siete Epístolas de Ignacio, la Epístola de Policarpo, el Martirio de Policarpo, la Epístola a Diogneto, el fragmento de Cuadrato de Atenas, los

 fragmentos de Papías de Hierápolis, las Reliquias de los Ancianos preservadas en Ireneo, y el Credo de los Apóstoles.[cita requerida]
12. ↑  Aunque no están listadas en esta tabla, las Constituciones apostólicas fueron consideradas canónicas por algunos, incluidos Alexius Aristenus, Juan de Salisbury, y en menor medida, Grigor Tat`evatsi.[cita requerida] Incluso se clasifican como parte del canon del Nuevo Testamento dentro del cuerpo de las propias Constituciones; además, son la fuente de una gran parte del contenido en el canon más amplio de la Tewahedo Ortodoxa.[cita requerida]
13. 1 2 3 4 5  Estos cinco escritos atribuidos a los Padres Apostólicos no se consideran actualmente canónicos en ninguna tradición bíblica, aunque algunos los valoran más que otros.[cita requerida] No obstante, su autoría temprana y su inclusión en códices bíblicos antiguos, así como su aceptación en diversos grados por diversas autoridades tempranas, requiere que sean tratados como literatura fundamental para el cristianismo en su conjunto.[cita requerida]
14. 1 2  El Clemente etiópico y el Didascalia etiópico son distintos y no deben confundirse con otros documentos eclesiásticos conocidos en Occidente por nombres similares.[cita requerida]

## Manuscritos

### Papiros
Los manuscritos completos más antiguos del Nuevo Testamento son los códices pergaminos Sinaítico y Alejandrino, pero en cuanto a papiros, de data anterior existen cerca de cien papiros fragmentados (algunos caben en la palma de una mano).

#### Papiro 7Q5
Según el papirólogo español José O'Callaghan, un fragmento de papiro hallado entre los manuscritos del Mar Muerto correspondería a un texto del evangelio según Marcos, el cual podría ser datado a mediados del siglo I.  
El manuscrito griego, denominado 7Q5, contiene un texto no identificado que no parece pertenecer a un texto veterotestamentario, a un escrito apócrifo conocido, ni tampoco a un escrito de la literatura griega antigua. El experto propuso, entonces, que podría  ser un pasaje de Marcos 6:52-53, aunque para tal identificación eran necesario asumir algunas variantes textuales.  Aunque algunos estudiosos aún defienden la hipótesis de O'Callaghan, la hipótesis de Muro y E. Puech, que lo identifican con el Libro de Henoc, es la más aceptada por la comunidad científica y como tal fue incluida por Florentino García Martínez en su edición de los textos del Mar Muerto.
El papiro se encuentra en la actualidad custodiado por el Museo de Israel entre los demás documentos y materiales encontrados en las cuevas del Mar Muerto. 

#### Papiro Rylands
El papiro Rylands (P52) es considerado el más antiguo de los manuscritos que se han encontrado de los cuatro evangelios canónicos. Se descubrió en Egipto y se publicó en 1935. Contiene algunos versículos del capítulo 18 del Evangelio de Juan (Jn 18,31-33.37-38). Aunque su datación ha sido establecida como anterior a la primera mitad del siglo II, (hacia 125-130 d. C), esta conclusión no es aceptada por todos los expertos, dadas las dificultades de utilizar la paleografía para este fin. En consecuencia, actualmente se considera que este papiro puede haber sido escrito entre los años150 y 200.

#### Papiro Magdalena Gr 17
Fue encontrado en una tienda de antigüedades en Luxor (Egipto) a finales del siglo XIX. Fue adquirido por un sacerdote llamado Charles Bousfield Huleatt, quien tras su muerte donó el papiro al Magdalen College de Oxford, donde pasó a denominarse Gr 17. (suele datarse de 200 d. C).

#### Papiros BodmerII
Se trata de papiros descubiertos por M. Martin Bodmer. Del conjunto de cuatro papiros Bodmer (P66, P72, P73, P74) que se conservan en la Biblioteca de Cologny, en Ginebra, destaca el P66. Encontrado en Egipto y datado hacia el año 200, contiene catorce capítulos del Evangelio de Juan.
Por su parte, los papiros Bodmer 14 y 15, conocidos como P75, fueron descubiertos también en Egipto en 1956 y están datados del año 175 al 225 d. C. Contienen cerca de la mitad de los Evangelios de Lucas y de Juan, a saber:
- Lucas 3,18-22,33-38; 4,1-2,34-44; 5,1-10.37-39; 6,1-4.10-49; 7,1-32.35-39.41-43.46-50; 8,1-56; 9,1-2.4-62; 10,1-42; 11,1-54; 12,1-59; 13,1-35; 14,1-35; 15,1-32; 16,1-31; 17,1-15.19-37; 18,1-18; 22,4-42.45-71 (no aparecen 22,43-44); 23,1-56; 24,1-53
- Juan 1,1-16a; 16b-51; 2,1-25; 3,1-36; 4,1-54; 5,1-3a; 5,5-47; 6,1-71; 7,1-52; 8,12-59; 9,1-41; 10,1-42; 11,1-45.48-57; 12,3-50; 13,1-10; 14,8-31; 15,1-10

P75 constituye el manuscrito más antiguo que mantiene unidos a dos Evangelios. Esto fue interpretado por diferentes escrituristas como una demostración de que, para las primeras comunidades cristianas, los Evangelios formaban una unidad. Pertenecieron a la Fundación Bodmer de Cologny (Ginebra). En 2007, fueron donados a la Biblioteca Apostólica Vaticana donde se conservan actualmente.

#### Papiros Chester Beatty
Son tres papiros (P45, P46 y P47) escritos antes del año 250 d. C. Contienen fragmentos de las epístolas de Pablo, del Apocalipsis y de los Evangelios.
- P45: Contiene fragmentos de los cuatro evangelios canónicos y de los Hechos de los apóstoles.
- P46: Contiene epístolas de Pablo: Rom; 1‑2 Cor; Ef; Gál; Fil; Col; 1‑2 Tes.
- P47: Contiene un fragmento del libro de Apocalipsis (9,10—17,2).

### Pergaminos

#### Códice Vaticano
Data de mediados del siglo IV.

#### Códice Sinaítico
De mediados del siglo IV.

#### Códice Alejandrino
Del siglo V

#### Códice de Efrén
Del siglo V.

#### Códice Bezae
Del siglo V. Solo contiene los Evangelios y los Hechos de los Apóstoles. El texto de los Hechos difiere algo de otras versiones.

#### Códice Freer
Del siglo V. Solo contiene los Evangelios.

### Siglos V a XV
- La Vulgata de san Jerónimo aparece en el año 382.
- Recensión de Bizancio, a principios del siglo V: Da lugar a la versión koiné.
- La Peshitta siríaca se escribe en el siglo V.
- La versión armenia, del siglo V.
- Las copias de los monasterios.

### Siglos XV-XIX
- La Políglota de Alcalá, del cardenal Cisneros, se forma entre los años 1502 y 1522.
- La versión de Erasmo de Róterdam se escribe en 1516 revisando solo seis manuscritos.

Estas dos versiones son fusionadas por Robert Estienne. La cuarta edición de esta publicación es la utilizada, a partir de Teodoro de Beza hasta finales del siglo XIX.

### Desde elsigloXIX
Se descubre el códice sinaítico (K. Tischendorf, 1859). Los códices Sinaiticus y Vaticanus dan lugar a los textos actuales.

## Tercer Concilio de Cartago
En el año 397 el papa Siricio convoca el tercer concilio de Cartago donde se impone la vulgata (traducción de la Biblia al latín vulgar realizada por San Jerónimo del 382-405) y finalmente se edita el Nuevo Testamento.

## Traducción al español
Por siglos la Biblia fue el libro de mayor distribución en España, habiendo disponibles copias manuscritas en latín y, por varios siglos, hasta en la lengua gótica. Diversas historias bíblicas, salterios (o salmos), glosarios, relatos morales y obras similares se convirtieron en libros de mayor venta de la época. Copistas adiestrados reprodujeron concienzudamente exquisitos manuscritos bíblicos. Aunque a 20 escribas les tomaba todo un año producir un solo manuscrito de primera clase, muchas Biblias latinas y millares de comentarios sobre la Biblia latina circulaban en España para el siglo XV.
Cuando el idioma español empezó a desarrollarse, surgió interés en tener la Biblia en el lenguaje vernáculo. Para el siglo XII la Biblia se tradujo al romance o español antiguo, el lenguaje que hablaba la gente común.
Posteriormente la disidencia entre valdenses, lolardos y husitas hizo que por precaución a la herejía, la Iglesia prohibiera la traducción de la Biblia en lengua romance (Concilio de Toulouse, Francia, 1229). Por los siguientes doscientos años la única Biblia católica oficial publicada en España —aparte de la Vulgata latina— fue la Políglota complutense, la primera Biblia políglota, patrocinada por el cardenal Cisneros. Solo se imprimieron 600 ejemplares. Contenía el texto bíblico en hebreo, arameo, griego y latín.
A principios del siglo XVI Francisco de Enzinas, hijo de un rico terrateniente español, empezó a traducir el Nuevo Testamento al español mientras todavía era un joven estudiante. Luego consiguió que se imprimiera su traducción en los Países Bajos, y en 1544 trató de obtener la autorización real para distribuirla en España, la cual le fue rechazada y terminó acusado ante la inquisición. Pocos años más tarde se imprimió una edición revisada de esa traducción en Venecia, Italia, la que Julián Hernández introdujo secretamente en Sevilla, siendo prendido y posteriormente ejecutado por herejía.
Solo posteriormente se empezó a traducir la Biblia entera al español con la obra de Casiodoro de Reina (Biblia del Oso 1568-1569), por parte del protestantismo, y Felipe Scío de San Miguel (1790) y Félix Torres Amat (1823) en el catolicismo.

## Brit Jadashá
Brit Jadashá o Brit Hadashá es el término hebreo para el Nuevo Testamento. Etimológicamente, Brit proviene de la palabra hebrea «pacto», y Jadashá del vocablo «renovado» o «nuevo». También se le ha llamado Brit HaJadashá, siendo Ha el artículo definido «el», «la», «los» o «las» (en este caso haciendo la función de un «el»).
La diferencia entre el Nuevo Testamento cristiano y el Brit HaJadashá, es que este último incluye palabras hebreas intercaladas. Por ejemplo, en lugar de decir Jesucristo, dice Yeshúa HaMashíaj, o en vez de decir: Apóstol Pablo, dice: Shaliaj Shaúl o Rabí Shaúl.
Algunos cristianos afirman que los usuarios del término Brit Jadashá pretenden hebraizar a los cristianos (o cristianizar a los judíos). A pesar de eso, el término Brit Jadashá es muy recomendado por las congregaciones judías mesiánicas.
Una de las razones fundamentales de la crítica de los apologetas cristianos acerca de quienes promueven el uso del término Brit Jadashá (Pacto Renovado) en vez de Nuevo Testamento, es que no existe actualmente ningún manuscrito antiguo neotestamentario escrito en hebreo, pero si más de 5000 pergaminos neotestamentarios completos escritos en griego común o koiné. De manera que quienes afirman que el Brit Jadashá es una “traducción literal” de los manuscritos antiguos neotestamentarios hebraicos, están errando en su apreciación.[cita requerida]
Solo existen manuscritos antiguos del Tanaj (Antiguo Testamento) en hebreo y arameo. Mientras que todos los pergaminos antiguos del Nuevo Testamento están en griego koiné. Los académicos concuerdan que los idiomas de la Biblia son el hebreo y arameo para el AT, y el griego para el NT.
El término Brit Jadashá es utilizado por el Movimiento de los Nombres Santos, Nuevos Judíos, o Judaizantes.[cita requerida] Ellos promueven descontinuar el uso de la Biblia (especialmente el Nuevo Testamento) de origen gentil o greco-romano, por ser una traducción de los manuscritos griegos (ya que consideran que los manuscritos fueron manipulados y tergiversados por escribas helenistas, destruyendo así los manuscritos originales hebreos neotestamentarios).[cita requerida]
Dado que nombres como Jesús, Cristo, Jesucristo, Iglesia, y Espíritu Santo (entre otros), son de origen griego, los miembros del Movimiento de los Nombres Santos consideran estos términos como «nombres profanos».[cita requerida] Por eso, en sus versiones neotestamentarias hebraicas literales, utilizan «Yeshúa» en vez de Jesús, «Kejilá» en vez de Iglesia, «Ruaj Ja Kodesh» en vez de Espíritu Santo, etc.[cita requerida]